# Lò phản ứng hạt nhân thế hệ 3
Lò phản ứng hạt nhân thế hệ 3 là sự cải tiến từ các lò phản ứng hạt nhân thế hệ 2. Các cải tiến bao gồm nâng cao công nghệ nhiên liệu, tăng hiệu quả sử dụng nhiệt, hệ thống an toàn thụ động và thiết kế được tiêu chuẩn hóa nhằm bảo trì và giảm chi phí vốn.
Các cải tiến về công nghệ hạt nhân sẽ kéo dài tuổi thọ của lò phản ứng (theo thiết kế vận hành trong 60 năm, có thể vận hành trên 120 năm trước khi hoàn tất việc sửa chữa hoàn toàn và thay thế reactor pressure vessel) so với lò phản ứng thế hệ 2 đang được sử dụng (thiết kế 40 năm và có thể kéo dài đến trên 80 năm trước khi sửa chữa hoàn toàn và thay thế RPV). Xa hơn nữa, Tần suất phá hủy lõi đối với các lò phản ứng loại này thường trong khoảng 1 lần phá hủy lõi trong mỗi 15-20 triệu năm vận hành (6e-7 phá hủy lõi/lò phản ứng đối với loại EPR) và 1 lần phá hủy lõi cứ mỗi 300-350 triệu năm vận hành (3e-8 phá hủy lõi/lò phản ứng/năm đối với lò ESBWR). Các lò phản ứng thế hệ 2 được biết là có tần suất phá hủy lõi là 100.000 năm vận hành (1e-5 phá hủy lõi/năm đối với loại BWR/4).
Các lò phản ứng hạt nhân thế hệ 3 đầu tiên đã được xây dựng ở Nhật Bản, trong khi đó số còn lại đã được chấp thuận xây dựng ở châu Âu.

## Các lò phản ứng thế hệ 3
- Lò phản ứng nước nhẹ hơi nước cải tiến (ABWR) - A GE thiết kế ở Nhật Bản năm 1996.
- Lò phản ứng nước nhẹ gia áp cải tiến (APWR) - do Mitsubishi Heavy Industries phát triển

## Các lò phản ứng thế hệ 3+
Các thiết kế thế hệ 3+ đã có nhiều cải tiến đáng kể về mặt an toàn và tính kinh tế so với các lò phản ứng thế hệ 3 được cấp phép bởi NRC trong thập niên 1990.
- Lò phản ứng CANDU cải tiến (ACR)
- AP1000 - dựa trên AP600 đã cải tiến tăng năng lượng đầu ra
- Lò phản ứng áp lực châu Âu (EPR) - một bản cải tiến của các lò phản ứng Framatome N4 và Siemens Power Generation Division KONVOI.[2]
- Economic Simplified Boiling Water Reactor (ESBWR) - dựa trên ABWR
- APR-1400 - một bản nâng cấp theo mẫu PWR từ hệ thống Mỹ 80+ là mẫu cơ bản cho loại lò phản ứng thế hệ tiếp theo của Hàn Quốc hay KNGR  Lưu trữ ngày 4 tháng 10 năm 2011 tại Wayback Machine
- mPower - Lò phản ứng nước nhẹ cải tiến do Babcock and Wilcox phát triển.